# La Créature de Kyŏngsŏng
La Créature de Kyŏngsŏng (hangeul : 경성크리처 ; hanja : 京城크리처 ; RR : Gyeongseongkeuricheo ; MR : Kyŏngsŏngk'ŭrich'ŏ ; litt. « Créature de Gyeongseong ») est une série télévisée sud-coréenne, créée par l'équipe de Kakao Entertainment et diffusée depuis le 22 décembre 2023 sur la plateforme Netflix.
La première saison est divisée en deux parties : la première est sortie le 22 décembre 2023 et la deuxième, le 5 janvier 2024.

## Synopsis

### Première saison
Au printemps 1945 à Gyeongseong, pendant l'occupation japonaise de la Corée, Jang Tae-sang et Yoon Chae-ok affrontent une étrange créature née de l'avidité de l'Homme et luttent contre elle pour survivre.

### Seconde saison
Se déroulant à Séoul, en 2024, elle raconte l'histoire de la rencontre de « Ho-jae », un personnage qui ressemble à Jang Tae-sang, et de Yoon Chae-ok, et explore la relation inachevée, le destin et la relation maléfique à Gyeongseong.

## Distribution

### Acteurs principaux
- Park Seo-joon (VF : Marc Arnaud) : Jang Tae-sang / Ho-jae[4], propriétaire de la Maison des Trésors, le meilleur prêteur sur gages et le meilleur informateur de Gyeongseong
- Han So-hee (VF : Karine Foviau) : Yoon Chae-ok[4], détective privée à la recherche d'une personne disparue
- Soo Hyun (VF : Aurélie Vigent) : Yukiko Maeda (前田有紀子, Maeda Yukiko?)[5], puissante Kazoku dirigeant discrètement la région de Gyeongseong

### Acteurs secondaires
- Kim Hae-sook (VF : Isabelle Ganz) : Mme Nawol[6], diacre de la Maison des Trésors avec Tae-sang depuis qu'il est enfant
- Jo Han-chul (VF : Jérôme Pauwels) : Yoon Jung-won[7], père de Yoon Chae-ok et détective privée à la recherche d'une personne disparue
- Wi Ha-joon (VF : Jim Redler) : Kwon Jun-taek, militant indépendantiste et ami proche de Tae-sang
- Park Ji-hwan (VF : Serge Faliu) : Gu Gap-pyeong[8], majordome de la Maison des Trésors
- Ok Ja-yeon : Na Young-chun[9], propriétaire du Moonlight Bar
- Ahn Ji-ho : Park Beom-o[10], un garçon travaillant à la Maison des Trésors.
- Choi Young-joon (VF : Yann Peira) : Lieutenant General Kato (陸軍中将賀東, Rikugun-Chūjō Gatō?)[11], chef militaire à l'hôpital Onseong
- Hyun Bong-sik (ko) (VF : Michaël Aragones) : Ichiro (一郎, Ichirō?)[11], directeur de l'hôpital Onseong
- Kim Do-hyun (ko) (VF : Constantin Pappas) : Commissaire Ishikawa (石川委員, Kyokuchō Ishikawa?)[10], époux de Yukiko Maeda et chef de la police japonaise à Gyeongseong
- Woo Ji-hyun : Ryu Sachimoto (幸本龍, Sachimoto Ryū?)[12], un peintre chargé par Ichiro de dessiner les résultats des expériences à l'hôpital Onseong
- Lee Kyu-sung : Mori[13], subordonné d'Ishikawa à qui l'on confie la tâche de garder un œil sur Tae-sang
- Ji Woo (VF : Camille Béchon) : Myeong-ja[14], une gisaeng de Chunwol-gwan, maîtresse d'Ishikawa disparue
- Kang Mal-geum : Choi Seong-sim / Seishin[15], mère de Chae-ok faisant l'objet d'expériences biologiques militaires japonaises
- Im Chul-soo (VF : Ludovic Baugin) : Mr Oh[10], un militant indépendantiste déguisé en femme de ménage à l'hôpital d'Onseong pour retrouver son frère disparu
- Kim Yoon-woo (ko) (VF : Alexandre Nguyen) : Choi Yeong-gwan[16]
- Jo Jae-ryong (ko) : Soma[10], un officier militaire japonais chargé de gérer les prisonniers de la prison souterraine de l'hôpital Ongseong
- Yeon Je-wook (ko) (VF : Matyas Simon) : Lee In-hyuk[10], un militant indépendantiste qui est également le camarade de Jun-taek
- Kim Yool-ho[10]
- Bae Hyun-sung[17] (seconde saison)
- Lee Moo-saeng[18] (seconde saison)

### Apparitions exceptionnelles
- Lim Ki-hong (ko) : M. Wang[10], père de Tae-sang

## Production

### Développement
Fin janvier 2022, Park Seo-joon et Han So-hee étant annoncés, la série est écrite par Kang Eun-kyung et réalisée par Chung Dong-yoon. Elle est produite par Story & Pictures Media, Kakao Entertainment et Studio Dragon, et la diffusera uniquement sur Netflix.
Début novembre 2022, la deuxième saison étant confirmée, le tournage n'est pas encore annoncé.

### Tournage
Le tournage commence fin janvier 2022. En mars, il est suspendu en raison de la mise en quarantaine pour Wi Ha-joon, étant positif au Covid-19. Il s'achève fin octobre 2022.
Durant le tournage, le 3 août 2022, l'actrice Han So-hee a subi une blessure mineure au visage. huit jours plus tard, l'agence de Han So-hee annoncee qu'elle s'est remise de sa blessure et qu'elle a repris le tournage.
Mi-septembre 2023, pendant le tournage de la deuxième saison, Han So-hee a eu un malaise : une fois testé pour le Covid-19, elle est en convalescence chez elle selon son agence.

### Musique
La musique est composée par Kim Tae-seong.

### Fiche technique
Sauf indication contraire, les informations mentionnées dans cette section peuvent être confirmées par la base de données cinématographiques IMDb,  présente dans la section « Liens externes ».
- Titre original : 경성크리처
- Titre français : La Créature de Kyŏngsŏng
- Création : Kakao Entertainment
- Réalisation :
  - Première saison : Chung Dong-yoon et Roh Young-sub
  - Seconde saison : Chung Dong-yoon et Jo Yeong-min
- Scénario : Kang Eun-kyung
- Musique : Kim Tae-seong
- Photographie : Song Yo-hun
- Montage : Jo In-hyung et Lim Ho-cheol
- Production : Hwang Jee-woo, Jang Se-jung, Park Beom-soo et Park Eun-kyung
- Sociétés de production : Kakao Entertainment et Story & Pictures Media et Studio Dragon
- Société de distribution : Netflix
- Pays de production :  Corée du Sud
- Nombre de saison : 2
- Nombre d'épisode : 17
- Langue originale : coréen, japonais
- Format : couleur
- Genre : action, historique, horreur, mystère, thriller
- Durée : 65–73 minutes
- Date de première diffusion : 22 décembre 2023 sur Netflix

## Épisodes

### Première saison (2023)
1. Najin (나진)
2. Mère (성심)
3. Signal (신호)
4. Imprégnation (개킨)
5. Désespoir (사투)
6. Chaos (혼돈)
7. Chasse (술래)
8. L'Éveil (자각)
9. Atrocité (야만)
10. Tear

### Seconde saison (2024)
La seconde saison est confirmée.
1. Ho-jae (호재)
2. Signe (흔적)
3. Fragments de souvenirs (파편)
4. L'Autre Côté (이면)
5. La Créature (귀물)
6. Appât (미끼)
7. L'Homme marginal (경계인)

## Accueil

### Diffusion
La première saison est diffusée le 22 décembre 2023, exclusivement sur la plateforme Netflix. Elle est divisée en deux parties : la première a pour date  le 22 décembre 2023 avec sept épisodes, tandis que la seconde, le 5 janvier 2024 avec les trois épisodes restants.

### Accueil critique
La série reçoit un accueil mitigé à positif de la part des critiques et du public. Selon le site Rotten Tomatoes, 83 % des 6 avis critiques sont positifs, avec une note moyenne de 7.3⁄10. Collider lui attribue une note de 2.5⁄5 et le critique Chase Hutchinson la qualifie du « problème [étant] que le reste de la série passe juste devant ses éléments prometteurs sans s'arrêter plus d'une seconde. ». Jonathan Wilson de Ready Steady Cut la proclame : « La combinaison d'éléments familiers dans cette composition spécifique est suffisante pour fournir beaucoup de drame cohérent, surtout compte tenu de la qualité de la production. ».
Dans Decider, Joel Keller déclare que « malgré nos réserves, Gyeongseong Creature a une bonne histoire enfouie dans toute l'obscurité mais nous ne sommes pas sûrs si la série pourra réellement se concentrer sur cette histoire au fur et à mesure de la première saison. ». Brian Lowry écrit dans CNN Entertainment : « Cela ne correspond peut-être pas à l'audience de Squid Game, mais sa valeur de divertissement le surpasse d'une manière qui mérite d'être un succès monstre. ».

### Audience
La Créature de Kyŏngsŏng s'est classée première en Corée du Sud et troisième dans la catégorie « Global Top 10 TV » (non-anglais) de Netflix, trois jours après sa diffusion, et a reçu une réponse chaleureuse dans 20 pays figurant dans le Top 10, dont l'Inde, les Philippines, Singapour, la Thaïlande et Taïwan.